# Trofee Maarten Wynants (mannen)
De Trofee Maarten Wynants voor mannen is een eendaagse wielerwedstrijd voor mannen, die sinds 2011 wordt georganiseerd. Ze draagt de naam van wielrenner Maarten Wynants en wordt in mei verreden in en rond Helchteren in Belgisch Limburg. 

## Erepodium
| Jaar | Winnaar                              | Tweede                               | Derde                                |
| ---- | ------------------------------------ | ------------------------------------ | ------------------------------------ |
| 2011 | Niko Eeckhout                        | Baptiste Planckaert                  | Huub Duijn                           |
| 2012 | Jelle Wallays                        | Clément Lhotellerie                  | Bert De Waele                        |
| 2013 | Wout Franssen                        | Clément Lhotellerie                  | Floris Goesinnen                     |
| 2014 | Benjamin Verraes                     | Sean De Bie                          | Sam Lennertz                         |
| 2015 | Kevin Peeters                        | Jelle Wolsink                        | Dries Hollanders                     |
| 2016 | Joachim Vanreyten                    | Jonas Rickaert                       | Sep Vanmarcke                        |
| 2017 | Jérôme Baugnies                      | Dieter Bouvry                        | Gianni Marchand                      |
| 2018 | Jasper Philipsen                     | Maarten van Trijp                    | Dennis Coenen                        |
| 2019 | Taco van der Hoorn                   | Rutger Wouters                       | Marco Doets                          |
| 2020 | niet verreden vanwege Coronapandemie | niet verreden vanwege Coronapandemie | niet verreden vanwege Coronapandemie |
| 2021 | Jarne Van Dyck                       | Axel Lavreysen                       | Ryan Cortjens                        |
| 2022 | Sasha Weemaes                        | Simon Dehairs                        | Milan Menten                         |
| 2023 | Samuel Leroux                        | Stef Rogier                          | Jérémy Leveau                        |
| 2024 | Rutger Wouters                       | Tristan Scherpenberg                 | Toon Vandenbosch                     |
| 2025 | Simon Dehairs                        | Tom Crabbe                           | Joppe Heremans                       |

### Overwinningen per land
| Overwinningen | Land                 |
| ------------- | -------------------- |
| 12            | België               |
| 1             | Frankrijk, Nederland |